# 弗里多爾芬格湖
47°59′45″N 12°50′28″E / 47.99583°N 12.84111°E
弗里多爾芬格湖（德語：Fridolfinger See）是德國的湖泊，位於該國東南部，由巴伐利亞負責管轄，處於下巴伐利亞行政區，長0.5公里、寬0.2公里，面積0.05平方公里，最大水深5米。